# Gabriels horn
Gabriels horn (eller Torricellis trumpet) er en matematisk figur med et endeligt rumfang, men uendeligt overfladeareal. Den blev opfundet af Evangelista Torricelli. Navnet refererer til Ærkeenglen Gabriel, der efter sigende skulle blæse i hornet ved Dommedag, hvorved det guddommelige forbindes med det uendelige.

## Matematisk
Gabriels horn er den figur der fremkommer, når man drejer grafen for {\displaystyle y={\frac {1}{x}}} for {\displaystyle x\geq {1}} 360 grader omkring x-aksen. Ved brug af infinitesimalregning kan rumfanget og overfladearealet beregnes:
{\displaystyle V(a)=\pi \int _{1}^{a}{1 \over x^{2}}\mathrm {d} x=\pi \left(1-{1 \over a}\right)}
{\displaystyle A(a)=2\pi \int _{1}^{a}{\frac {\sqrt {1+{\frac {1}{x^{4}}}}}{x}}\mathrm {d} x>2\pi \int _{1}^{a}{\frac {\sqrt {1}}{x}}\ \mathrm {d} x=2\pi \ln a}
a kan være et hvilket som helst tal {\displaystyle \geq {1}}. For a gående mod uendelig vil rumfanget nærme sig {\displaystyle \pi }, mens overfladearealet går mod uendelig:
{\displaystyle \lim _{a\to \infty }V(a)=\lim _{a\to \infty }\pi \left(1-{1 \over a}\right)=\pi }
Overfladearealet vil ved store værdier af a blive uendelig stor:
{\displaystyle \lim _{a\to \infty }A(a)=\lim _{a\to \infty }2\pi \ln a=\infty }